# José de Magalhães Pinto

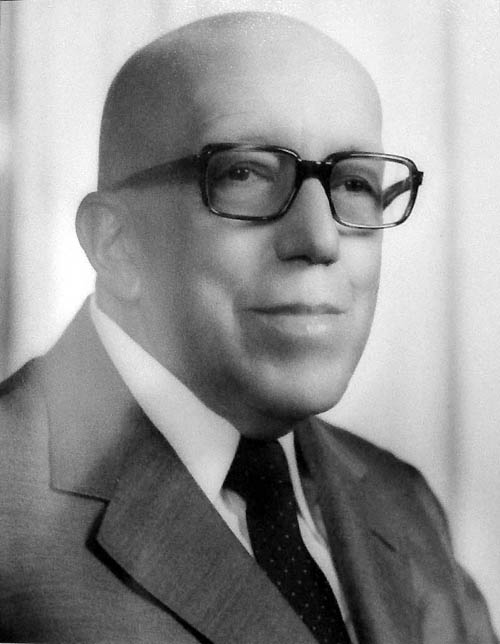
José de Magalhães Pinto

José de Magalhães Pinto (* 28. Juli 1909 in Santo Antônio do Monte, Minas Gerais; † 6. März 1996 in Rio de Janeiro) war ein brasilianischer Politiker, der unter anderem zwischen 1961 und 1966 Gouverneur des Bundesstaates Minas Gerais, von 1967 bis 1969 Außenminister sowie zwischen 1975 und 1977 Präsident des Bundessenates (Senado Federal) war.

## Leben

### Abgeordneter und Gouverneur von Minas Gerais
Pinto war nach dem Schulbesuch zunächst als Angestellter bei der Banco do Estado de Minas Gerais beschäftigt und absolvierte später ein Studium der Rechtswissenschaften an der Universidade Federal de Minas Gerais, nach dessen Abschluss er bei der Banco Nacional beschäftigt war.
Seine politische Laufbahn begann er 1946, als er als Kandidat der União Democrática Nacional (UDN) erstmals zum Mitglied der Abgeordnetenkammer (Câmara dos Deputados) gewählt wurde, dem Unterhaus des Nationalkongresses (Congresso Nacional). In dieser vertrat er bis 1961 die Interessen des Bundesstaates Minas Gerais.
1961 wurde Pinto Nachfolger von José Francisco Bias Fortes als Gouverneur von Minas Gerais und bekleidete dieses Amt bis zu seiner Ablösung durch Israel Pinheiro 1966. Als am 30. Dezember 1962 mit dem Staatsgesetz von Minas Gerais Nr. 2764 eine Verwaltungsreform beschlossen wurde, die die Schaffung von 237 neuen Gemeinden, darunter Ipatinga, vorsah, wurde die Gründung von Ipatinga und Timóteo durch ihn mit einem Veto verhindert. Gegenüber der Kommission zur Erlangung der Selbstverwaltung der Gemeinden des Vale do Aço begründete er diese Entscheidung damit, dass er die politische, administrative, wirtschaftliche und finanzielle Einheit der Stahlregion des Vale do Aço aufrechterhalten wollte. Während dieser Zeit trat er der 1965 gegründeten Aliança Renovadora Nacional (ARENA) bei. Ihm zu Ehren wurde das am 5. September 1965 eröffnete Estádio Governador Magalhães Pinto in Belo Horizonte benannt.
Für diese wurde er 1967 wieder zum Mitglied der Abgeordnetenkammer gewählt und vertrat Minas Gerais diesmal bis 1971.

### Außenminister und Senatspräsident
Kurz darauf berief Staatspräsident Artur da Costa e Silva als Nachfolger von Juracy Magalhães zum Außenminister (Ministro das Relações Exteriores) in dessen Regierung, der bis zum Ende von Costa e Silvas Amtszeit 1969 angehörte. Während seiner Amtszeit nahm Brasilien unter anderem am 21. Juni 1968 diplomatische Beziehungen zur Demokratischen Republik Kongo auf. Am 27. Juni 1968 verlieh ihm die Wirtschaftswissenschaftliche Fakultät der Universität Porto einen Ehrendoktor der Wirtschaftswissenschaften. Sein Nachfolger als Außenminister wurde Mário Gibson Alves Barboza, der bisherige Botschafter in den USA.
Nach seinem Ausscheiden aus der Abgeordnetenkammer wurde Pinto 1971 Senator und gehörte dem Senat zur Zeit des Militärregimes von der 44. bis zum Ende der 45. Legislaturperiode 1979 als Vertreter von Minas Gerais an. Während dieser Zeit wurde er 1975 Nachfolger von Paulo Francisco Torres als Präsident des Senats und übte dieses Amt bis zu seiner Ablösung durch Petrônio Portella aus.
Nach seinem Ausscheiden aus dem Senat wurde Pinto 1979 abermals für Minas Gerais zum Mitglied der Abgeordnetenkammer gewählt und gehörte dieser nunmehr bis 1987 an. Dort vertrat er zunächst wieder die ARENA, ehe er 1980 der daraus entstandenen Partido Democrático Social (PDS) beitrat.